# 圣港岛
聖港島（葡萄牙語：Ilha de Porto Santo）是一个位于北大西洋距离马德拉岛东北43公里处的葡萄牙岛屿。它是马德拉群岛中位置最北和最东的一个岛屿。由于被大西洋完全环绕，因此岛上没有任何行政分界线，在行政区划上属于马德拉自治区管辖。岛屿长度约为11公里，宽度6公里。根据2001年资料，该岛人口为4474人，人口密度为106.1人/平方公里。
岛屿的主要中心城市区是维拉巴雷拉市（也常称为圣港市）。该岛设有一个机场，每15分钟发出一班飞往丰沙尔的航班。距离该岛最近的城市是西南方位于马德拉岛上的马希库。该岛的支柱产业为旅游业。

## 地理

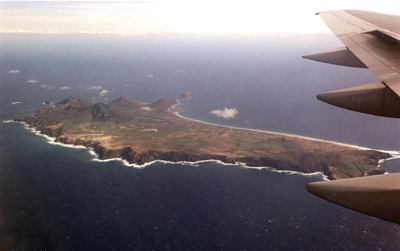
空中俯视圣港岛

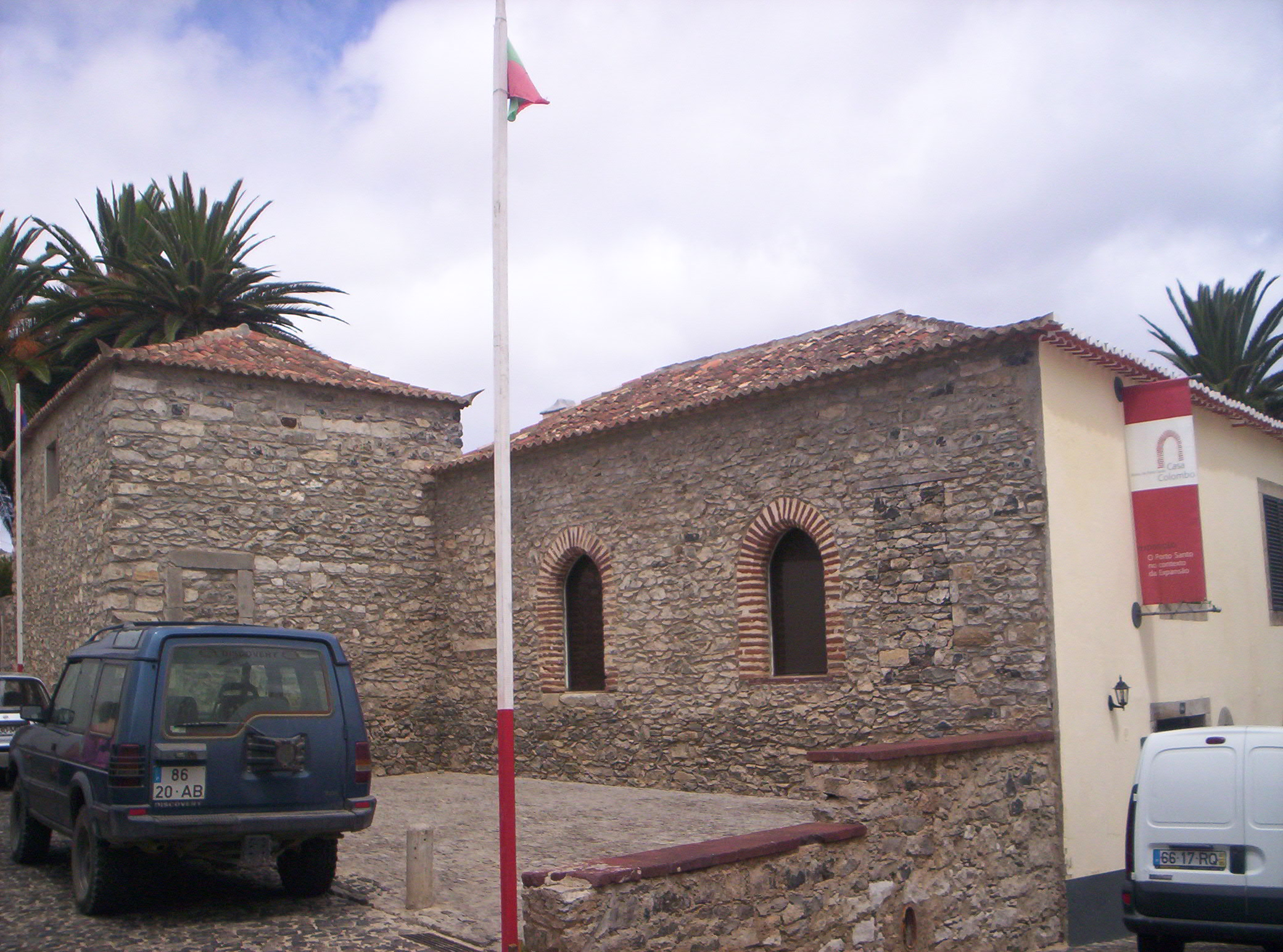
圣港岛上的哥伦布故居

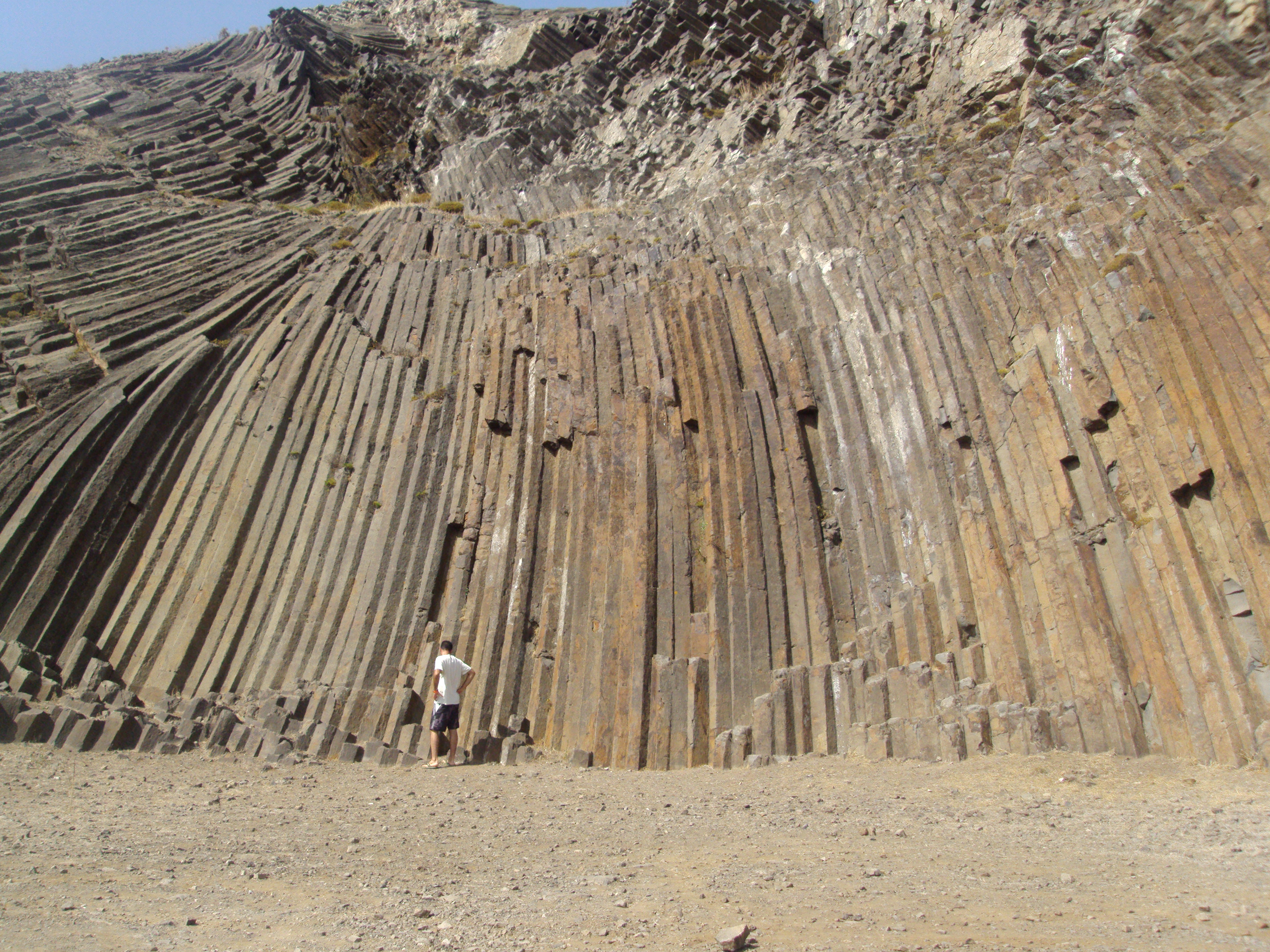
岛上的玄武岩柱状结构

该岛南部为耕地，岛屿中部延伸至南部海岸为一条长长的沙滩，西部为森林和草原，北面长海岸线均为岩石构成的悬崖峭壁，东北部为森林和旱地。山脉位于岛屿的东北部，有五六个主要山峰，覆盖着少数植被，岛屿东端有一个山峰形成的小半岛。与邻近的马德拉岛截然不同的是，它拥有一条长达9公里的沙滩，而沙滩在马德拉岛则非常少见，只在卡列塔有一小部分。
- 维拉巴雷拉的坐标:
  - 纬度：北纬33.0667度（33°4'）
  - 经度：西经16.33度（16°20'）
- 海拔 
  - 最低点：大西洋
  - 最高点：火炬峰（516米）

## 历史
官方认可的圣港岛正式发现时间为1418年。发现者为航海家亨利手下的航海家若昂·贡萨尔维斯·扎尔科和特里斯唐·瓦斯·特谢拉在一次风暴后意外发现了该岛，并在随后被赠予贵族巴尔托洛梅乌·佩雷斯特雷洛从事殖民活动，正式的赠予状发布于1445年11月。葡萄牙的航海家们为了躲避风暴，才在无意中发现了该岛，该岛南面的海湾是一个天然的避风港，为了感谢上帝的恩赐，该岛被命名为“圣港”。但由于缺乏淡水资源，并且常常受到阿尔及尔和法国海盗的侵扰，该岛在殖民初期发展十分缓慢。20世纪后，该岛因为远离喧嚣而获得了度假者的青睐，1960年飞机场的竣工大大促进了当地旅游业及经济的发展。

## 旅游业
长达9公里的沙滩是最为主要的旅游资源。

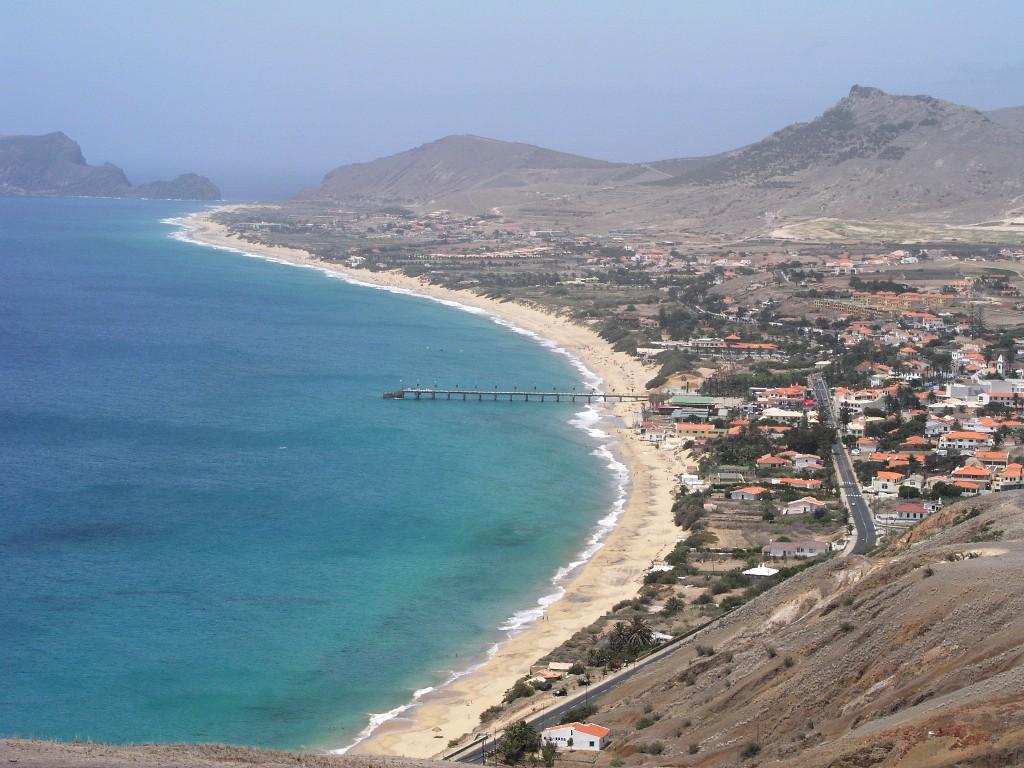
圣港岛著名的9公里沙滩

克里斯托弗·哥伦布曾经在圣港岛结婚并居住了一段时间，现在他的故居已被建设为一个博物馆，永久性向游客展示哥伦布在圣港岛的生活。
该岛建有一个高尔夫球场，该球场为西班牙高尔夫球冠军塞维里亚诺·巴莱斯特罗斯所设计，圣港高尔夫球场还主办了2009年PGA歐洲巡迴賽中的马德拉群岛公开赛。该岛还设有8个网球场和1个环绕安娜费雷拉峰的马术中心。
近十年来，依靠天然的阳光和沙滩资源，圣港岛建设了众多优质的旅馆和度假场所。
尽管岛屿面积不大，圣港岛今天仍拥有着完整的公共设施系统，其中包括学校、一座学院、卫生中心、警署、一座体育馆、教堂、广场、一座会议中心、一座博物馆、购物中心、酒吧、餐廳和酒店等等。

另一张圣港岛沙滩的照片，朝向岛屿东北方向

## 圣港岛机场
聖港島機場（PXO）开设有数条国内航班，有时也会增设少数国际航班。
其中，主要的航班包括：

- 马德拉群岛／丰沙尔（FNC）；

- 亚速尔群岛／蓬塔德尔加达（PDL）。

葡萄牙本土：

- 里斯本（LIS）；

- 波尔图（OPO）；

- 法鲁（FAO）。
也提供一些飞往英国、意大利、德国、法国和西班牙的租机服务。